# لوسی استانی فورث
لوسی استانی فورث (انگلیسی: Lucy Staniforth؛ زادهٔ ۲ اکتبر ۱۹۹۲) بازیکن فوتبال اهل بریتانیا است.
از باشگاه‌هایی که در آن بازی کرده‌است می‌توان به باشگاه فوتبال زنان لیورپول اشاره کرد.
وی همچنین در تیم‌های ملی فوتبال England women's national under-17 football team, England women's national under-19 football team, England women's national under-20 football team, England women's national under-23 football team، و زنان انگلستان بازی کرده‌است.